# ニッキ・パロット
ニッキ・パロット（Nicki Parrott、1966年10月12日 - ）は、オーストラリアのジャズ・ボーカリスト、ベース奏者。

## 生い立ち
パロットは、4歳のときにピアノのレッスンを受け、フルートを学んだ。15歳のときにダブルベースを演奏し始め、高校卒業後、オーストラリア・シドニーのニューサウスウェールズ音楽院で学んだ。在学中、彼女はオーストラリアのミュージシャンであるデイル・バーロウとマイク・ノック、アメリカのミュージシャンであるチャック・フィンドレーとボビー・シューと一緒に演奏した。

## キャリア
1994年にニューヨークへ引っ越し、ルーファス・リードと共にベースを学び続けた。彼女の教師には、レイ・ブラウンやジョン・クレイトンも含まれていた。数年間、彼女はベース・ギターを演奏し、マンハッタンのR&Bバンドでバック・ボーカルを歌った。彼女はジョン・トロペイとデヴィッド・スピノザとのトリオを始めた。2000年、マンハッタンのクラブでのトリオによる毎週のパフォーマンスでレス・ポールのためのベーシストとなった。彼女はレス・ポールについての2つのドキュメンタリー『Chasing Sound』『Thank You, Les』に登場している。
パロットは、自身初となるアルバム『Awabakal Suite』（2001年）を、妹のリサ・パロットと一緒に録音した。彼女はブロードウェイにおいてミュージカル『ジキル&ハイド』と『きみはいい人、チャーリー・ブラウン』で役を演じた。彼女の最初のソロ・アルバムである『ムーン・リバー』は2008年にリリースされた。これはジャズのスタンダードで構成された作品であった。彼女は、バート・バカラック、ナット・キング・コール、ドリス・デイ、ブロッサム・ディアリー、ペギー・リー、カーペンターズのためのトリビュート・アルバムを録音している。

## 受賞歴
- 最優秀ボーカル・アルバム、スウィング・ジャーナル、『ムーン・リバー』(2007年)、『フライ・ミー・トゥ・ザ・ムーン』(2008年)
- ゴールデン・ディスク賞、スウィング・ジャーナル、『ブラック・コーヒー』(2010年)

## ディスコグラフィ

### リーダー・アルバム
- Awabakal Suite (2004年、Monkey Pants) ※with リサ・パロット
- 『ムーン・リバー』 - Moon River (2007年、Venus)
- People Will Say We're in Love (2007年、Arbors) ※with ロッサーノ・スポーティエロ
- Do It Again (2009年、Arbors) ※with ロッサーノ・スポーティエロ
- 『フライ・ミー・トゥ・ザ・ムーン』 - Fly Me to the Moon (2009年、Venus)
- 『ブラック・コーヒー』 - Black Coffee (2010年、Venus)
- 『君の瞳に恋してる』 - Can't Take My Eyes Off You (2011年、Venus)
- 『ライク・ア・ラバー』 - Like a Lover (2011年、Venus) ※with ケン・ペプロウスキー
- 『さくらさくら』 - Sakura Sakura (2012年、Venus)
- 『サマータイム』 - Summertime (2012年、Venus)
- 『枯葉』 - Autumn Leaves (2012年、Venus)
- 『ウィンター・ワンダーランド』 - Winter Wonderland (2012年、Venus)
- Live at the Jazz Corner (2012年、Arbors) ※with ロッサーノ・スポーティエロ、エディ・メッツ
- 『思い出のパリ』 - The Last Time I Saw Paris (2013年、Venus)
- 『ザ・ルック・オブ・ラブ』 - The Look of Love (2014年、Venus)
- 『エンジェル・アイズ』 - Angel Eyes (2014年、Venus)
- It's a Good Day (2014年、Arbors) ※with ロッサーノ・スポーティエロ、エディ・メッツ
- 『センチメンタル・ジャーニー』 - Sentimental Journey (2015年、Venus)
- Two Songbirds of a Feather (2015年、Arbors) ※with レベッカ・キルゴア
- From Joplin to Jobim (2016年、Wrobel) ※with エンゲルベルト・ウローベル、パオロ・アルデリギ、ステファニー・トリック
- 『イエスタディ・ワンス・モア〜カーペンターズ・ソング・ブック』 - Yesterday Once More: The Carpenters Song Book (2016年、Venus)
- Strictly Confidential (2016年、Arbors) ※with ロッサーノ・スポーティエロ、エディ・メッツ
- Dear Blossom (2017年、Arbors)
- 『アンフォゲッタブル〜ナット・キング・コール・ソング・ブック』 - Unforgettable (2017年、Venus)
- Mambo to Tango (2018年、Wrobel)
- 『遥かなる影〜バート・バカラック・ソング・ブック』 - Close to You (2018年、Venus)
- 『サヴォイでストンプ』 - Stompin' at the Savoy: A Tribute To Ella & Louis (2018年、Venus) ※with バイロン・ストリプリング
- 『パパはマンボがお好き』 - Papa Loves Mambo (2019年、Venus)
- New York to Paris (2019年、Arbors)[4]
- If You Could Read My Mind (2021年、Arbors)
- 『グレイト・セブンティーズ』 - Great 70's (2021年、Venus)
- 『ミスティ〜グレイト・レディース・オブ・ジャズに捧ぐ』 - Misty - Here's to the Great Ladies of Jazz! (2023年、Venus)

### コンピレーション・アルバム
- 『フィーバー〜ザ・ベスト・オブ・ニッキ・パロット』 - Fever the Best of Nicki Parrott (2011年、Venus)
- The Best of Venus Volume One (2013年、Venus)
- 『四季の歌』 - The Songs of Four Seasons (2013年、Venus)

### 参加アルバム
デヴィッド・クラカウアー
- A New Hot One (2000年、Label Bleu)
- The Twelve Tribes (2002年、Label Bleu)
- Live in Krakow (2003年、Label Bleu)
- Bubbemeises (2005年、Label Bleu)

チャック・レッド
- For George, Cole, and Duke (2014年、Blue Heron)
- Groove City (2018年、Dalphine)

その他
- ミュリエル・アンダーソン : Wildcat (2005年、Heartstrings Attached)
- ジョニー・フリゴ : Johnny Frigo's DNA Exposed! (2001年、Arbors)
- スキッチ・ヘンダーソン & バッキー・ピザレリ : Legends (2003年、Arbors)
- レベッカ・キルゴア : The Music of Jimmy Van Heusen (2005年、Jump)
- ケン・ペプロウスキー : Sunrise (2018年、Arbors)
- ランディ・サンク : Unconventional Wisdom (2008年、Arbors)
- アンティ・サルピラ : We'd Like New York...In June! (2009年、Arbors)
- デレク・スミス : High Energy (2001年、Arbors)
- ウォーレン・ヴァシェ＝ジョン・オールレッド・クインテット : Jubilation (2008年、Arbors)
- ジョニー・ヴァロー : All That Jazz (2001年、Arbors)
- デボラ・ワイズ : Grace (2005年、Va Wah)
- ジョン・ウェットン & レス・ポール・トリオ : 『ニュー・ヨーク・ミニット』 - New York Minute (2015年、Primary Purpose)
- レイチェルZ : 『愛は面影の中に』 - First Time Ever I Saw Your Face (2003年、Venus)